# Fortitude
Fortitude — третий полноформатный альбом австралийской металкор-группы Feed Her to the Sharks. В отличие от двух предыдущих альбомов группы, распространявшихся без лейбла, Fortitude был выпущен под эгидой Victory Records.
6 января 2015 года вышел сингл «The World Is Yours». 8 февраля на канале группы был опубликован клип на песню «Chasing Glory». Также был снят маленький двухсерийный фильм «The Making Of Fortitude», в котором участники рассказали о том, как они работали над альбомом и что значат тексты их песен.

## Список композиций
1. The World Is Yours
2. Chasing Glory
3. Burn the Traitor
4. Shadow of Myself
5. Terrorist
6. Heart of Stone
7. Walking on Glass
8. Fear of Failure
9. Faithless
10. Badass
11. Let Go
12. Memory of You (Bonus Track)
13. Buried Alive (Bonus Track)